# Treska
La Treska (en macédonien : Треска) est une rivière de Macédoine du Nord et un affluent droit du fleuve Vardar. 

## Géographie
Elle fait 132 kilomètres de long. Elle traverse les trois régions du Sud-Ouest, Polog et Skopje.
Elle prend sa source dans le massif Stogovo et descend vers le Vardar dans la vallée de Kičevo puis, à Makedonski Brod, elle remonte vers le nord et se jette dans le Vardar à Ǵorče Petrov, quartier de la banlieue ouest de Skopje.

### Bassin versant
Son bassin versant fait 2 350 kilomètres carrés.

## Aménagements et écologie
Elle est contenue par deux barrages, celui de Kozjak, construit en 2004, et celui de Matka, datant de 1937. La rivière possède une eau de bonne qualité, selon les lois macédoniennes.